# SN 2003hb
SN 2003hb – supernowa odkryta 22 czerwca 2003 roku w galaktyce A221656-1757. W momencie odkrycia miała maksymalną jasność 21,80m.